# Analoguhr

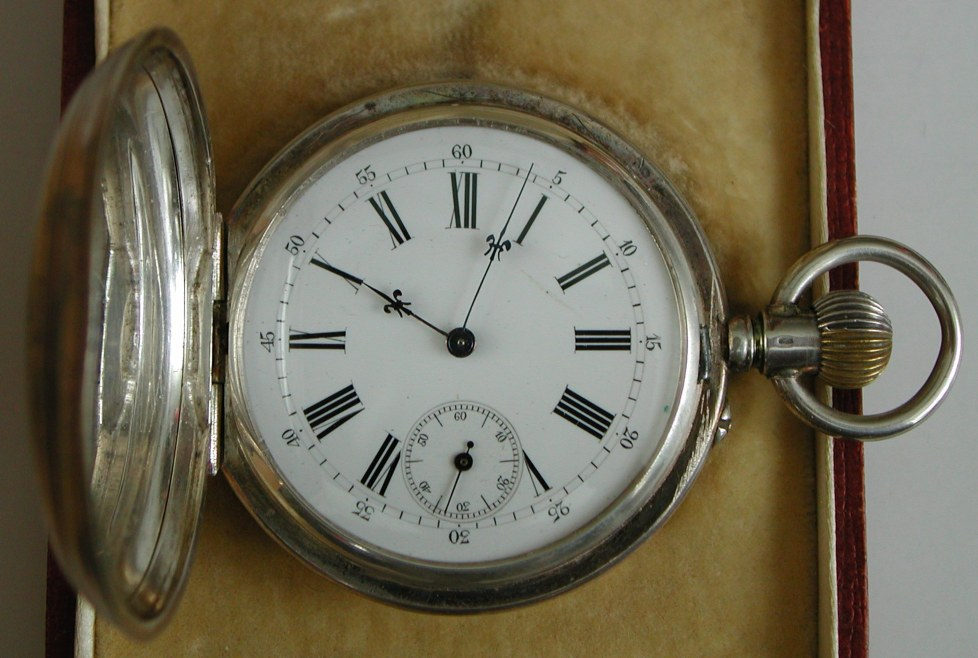
Taschenuhr mit Lilienzeigern

Eine Analoguhr (umgangssprachlich auch Zeigeruhr) zeigt die Uhrzeit anhand von Zeigern auf einem Zifferblatt an. 
Der Begriff Analoguhr ist ein Retronym. 
Analoguhren stellen einen bestimmten Zeitpunkt als Zeigerposition auf einem Kreisbogen, b.z.w. gleichzeitig als Winkel dar, welche somit der Zeit entspricht und der Zeigerverlauf ist eine Entsprechung des Zeitverlaufs, also eine geometrische Analogie für den Zeitverlauf, woraus sich letztendlich der Begriff der Analoguhr ableitet. Siehe → Analogon.
Im Gegensatz dazu zeigt eine Digitaluhr die Uhrzeit mit einem kodierten Zeichensatz auf einer digitalen Anzeige an.

## Bestandteile

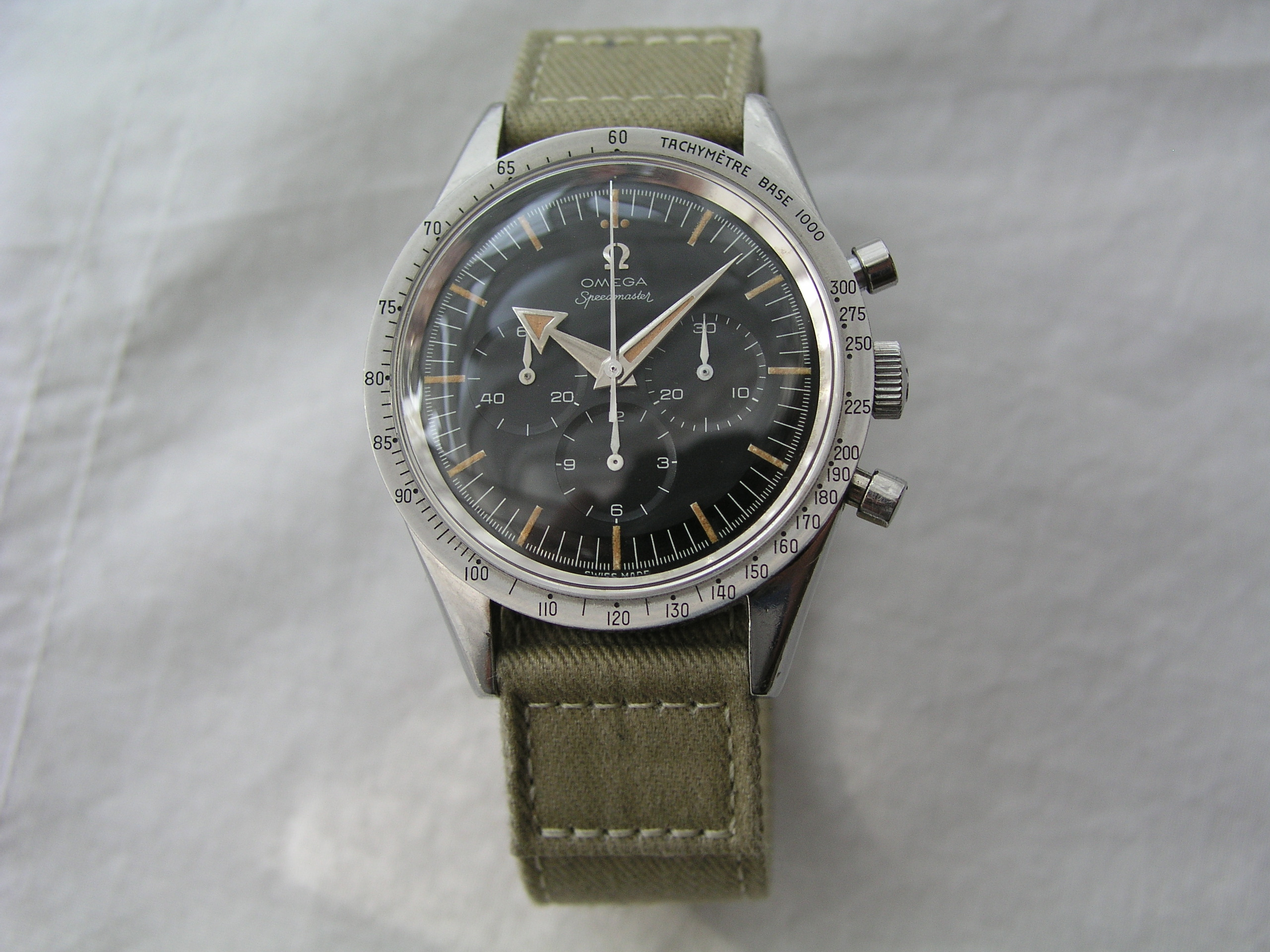
Chronograph mit Pfeil- und Schwertzeigern

Das Zeigerwerk ist eine Baugruppe einer mechanischen Uhr und besteht aus den Teilen Minutenrad, Viertelrohr (dieses trägt über dem Großbodenrad den Minutenzeiger), Wechselrad und Stundenrad (dieses trägt den Stundenzeiger).
Das Zeigerwerk überträgt den Antrieb der Minutenradwelle. Das Minutenrad, das Wechselrad und das Stundenrohr mit Wechseltrieb übersetzen die jeweilige Zeigergeschwindigkeit. Die Umdrehungsgeschwindigkeit des Minutenrads wird über ein Wechselrad und einen Wechseltrieb zum Stundenrohr reduziert, das sich nur noch mit {\displaystyle {\tfrac {1}{12}}} Umdrehung pro Stunde dreht. Zwischen dem Viertelrohr und dem Stundenrad besteht ein Gesamtübersetzungsverhältnis von 1:12 oder 1:24, abhängig von einer 12-Stunden- oder 24-Stunden-Skalierung. Der Stundenzeiger wird auf dem Stundenrohr und der Minutenzeiger auf dem Viertelrohr befestigt. Das Viertelrohr ist über eine Rutschkupplung mit der Minutenradwelle bzw. dem Minutenrohr verbunden. Die Rutschkupplung ermöglicht das Einstellen der Zeit nach Ziehen der Krone.
Die Uhrzeiger werden dabei von einem Uhrwerk bewegt, das seine Energie aus einer aufgezogenen Spiralfeder oder einer Batterie bezieht. Das Aufziehen der Feder erfolgt entweder von Hand oder durch die Bewegung der Uhr mit automatischem Aufzug. Analoguhren können neben der Zeit noch andere Daten anzeigen, wie z. B. Tag, Datum, Jahr, oder Mondphasen (siehe Komplikation und Grande Complication).
Die Stellung der Zeiger erfolgt über ein Zeigerstelltrieb.

## Zeiger

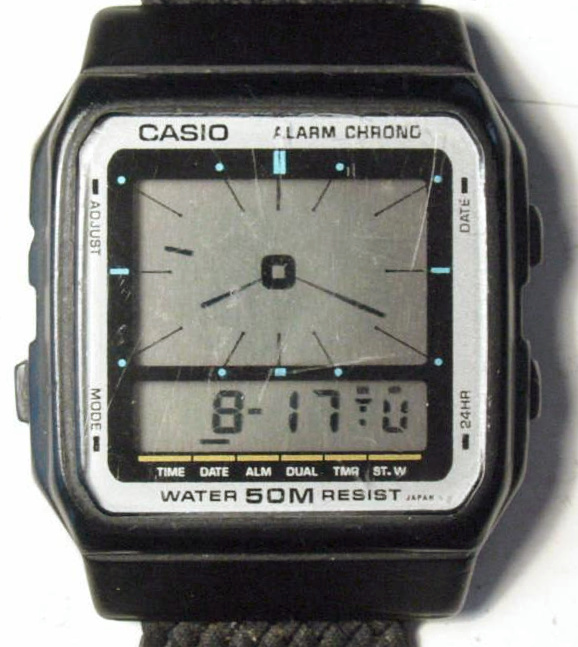
Casio AE12 mit LCA-Anzeige (Liquid Crystal Analog)

Die Formen und Ausführungen von Uhrenzeigern sind vielgestaltig, mit variierender Finissage. Seit der Renaissance der mechanischen Uhr nach der Quarzkrise sind neue Varianten von Zeigern entwickelt worden.
Die Zeigerstellung lässt sich mathematisch berechnen, hier für eine Uhr mit regulärer 12-Stunden-Skalierung:
- Winkel Minutenzeiger = Minutenanzahl × 6°,
- Winkel Stundenzeiger = Stundenanzahl × 30° + Minutenanzahl × 0,5°.

## Bestimmung der Himmelsrichtung

Illustration der Methoden zur Bestimmung der Himmelsrichtung

Mit Hilfe einer Analoguhr und der Richtung der Sonne kann die Himmelsrichtung bestimmt werden. Die Sonne steht auf der Nordhalbkugel mittags im Süden. Wenn man auf einer Armbanduhr mit 12-Stunden-Skala den Stundenzeiger auf die Sonne ausrichtet, befindet sich Süden auf der Winkelhalbierenden zwischen der 12-Uhr-Markierung und dem Stundenzeiger. In der Sommerzeit liegt Süden auf der Winkelhalbierenden zwischen der 1-Uhr-Markierung und dem Stundenzeiger. Auf der Südhalbkugel steht die Sonne mittags im Norden. Hier wird stattdessen die 12-Uhr- bzw. 1-Uhr-Markierung auf die Sonne ausgerichtet und Norden mit Hilfe der erwähnten Winkelhalbierenden bestimmt.
Die nicht ideale Lage der Zeitzonen und die dadurch bedingte Abweichung der lokalen Zeit von der mittleren Sonnenzeit können kleinere Ungenauigkeiten bei der Bestimmung der Himmelsrichtung zur Folge haben. Des Weiteren funktioniert die Methode schlechter, je näher man sich dem Äquator annähert.